# 조지 그레건
조지 무사루르와 그레건(영어: George Musarurwa Gregan, 1973년 10월 21일~)는 오스트레일리아의  전직 럭비 유니언 선수로 현역 시절 포지션은 스크럼 하프이다. 오스트레일리아 대표팀 소속으로 국제 대회에서 활동했으며 오스트레일리아 대표팀 최다 출전 기록인 136경기 출전 기록을 보유 중이다. 그는 오스트레일리아 대표 선수로서 1999년 럭비 월드컵에서 우승, 2003년 럭비 월드컵에서 준우승을 차지했다.